# Alpina (uurwerk)
Alpina is een Zwitsers horlogemerk.

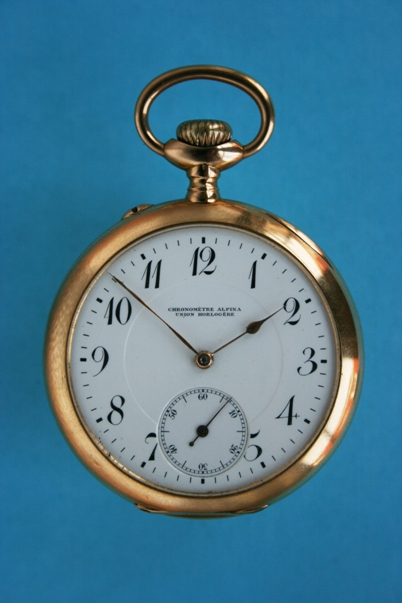
Chronomètre Alpina Union Horlogère, ~ 1910

In het jaar 1883 werd in Winterthur, Zwitserland de vereniging van fabrikanten en detaillisten "Corporation d'Horlogers Suisse" opgericht die tot doel had horloges te produceren en verkopen. Men noemde zichzelf ook wel "Alpinisten", zodoende is in 1901 het merk Alpina ontstaan.
Tegenwoordig worden de Alpina-horloges in Plan-les-Ouates, een voorstad van Genève, geproduceerd.